# Nobody Knows (manhwa)
Nobody Knows (아무도 모른다?, Amudo moleundaLR) è un manhwa scritto e disegnato da Lee Hyeon-sook, pubblicato dal luglio 2011 al dicembre 2013 dalla Daewon sulla rivista Issue.

## Trama
Ban si è sempre domandata perché sua madre Eun-jo non abbia mai voluto parlarle del proprio passato e dei suoi parenti, come se cercasse di nascondere un oscuro segreto. Una sera, Eun-jo torna a casa insieme a un affascinante ragazzo, Jin-wan, che afferma di dover ospitare. Ban cerca così di scoprire quale rapporto abbia il misterioso giovane con sua madre, comprendendo che la sua natura è collegata a quella dei vampiri.

## Manhwa

### Volumi
| Nº | Data di prima pubblicazione | Data di prima pubblicazione | Data di prima pubblicazione | Data di prima pubblicazione |
| Nº | Coreano                     | Coreano                     | Italiano                    | Italiano                    |
| -- | --------------------------- | --------------------------- | --------------------------- | --------------------------- |
| 1  | 31 dicembre 2011            | ISBN 978-8-92-529041-6      | 12 dicembre 2015            | ISBN 978-88-67124-02-2      |
| 2  | 30 aprile 2012              | ISBN 978-8-92-529620-3      | 13 maggio 2016              | ISBN 978-88-67124-10-7      |
| 3  | 30 settembre 2012           | ISBN 978-8-96-725385-1      | 29 ottobre 2021             | ISBN 978-88-9284-247-2      |
| 4  | 30 gennaio 2013             | ISBN 978-8-96-725883-2      | 17 dicembre 2021            | ISBN 978-88-9284-224-3      |
| 5  | 30 maggio 2013              | ISBN 978-8-96-822302-0      | 28 gennaio 2022             | ISBN 978-88-9284-271-7      |
| 6  | 30 settembre 2013           | ISBN 978-8-96-822700-4      | 8 aprile 2022               | ISBN 978-88-9284-288-5      |
| 7  | 16 gennaio 2014             | ISBN 979-1-15-625121-7      | 13 maggio 2022              | ISBN 978-88-9284-381-3      |